# Mistrzowie French Open w grze mieszanej

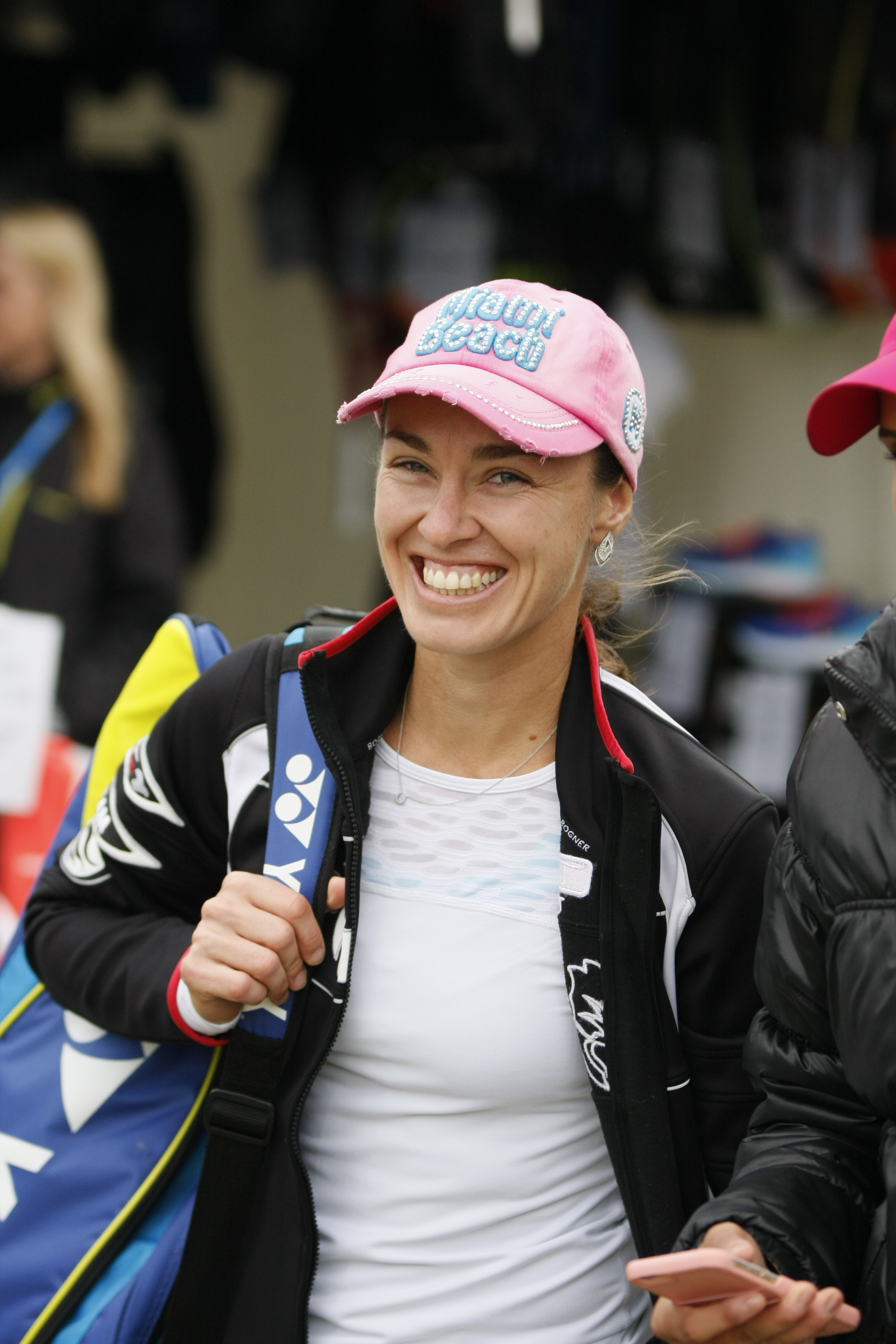
Martina Hingis, mistrzyni French Open 2016

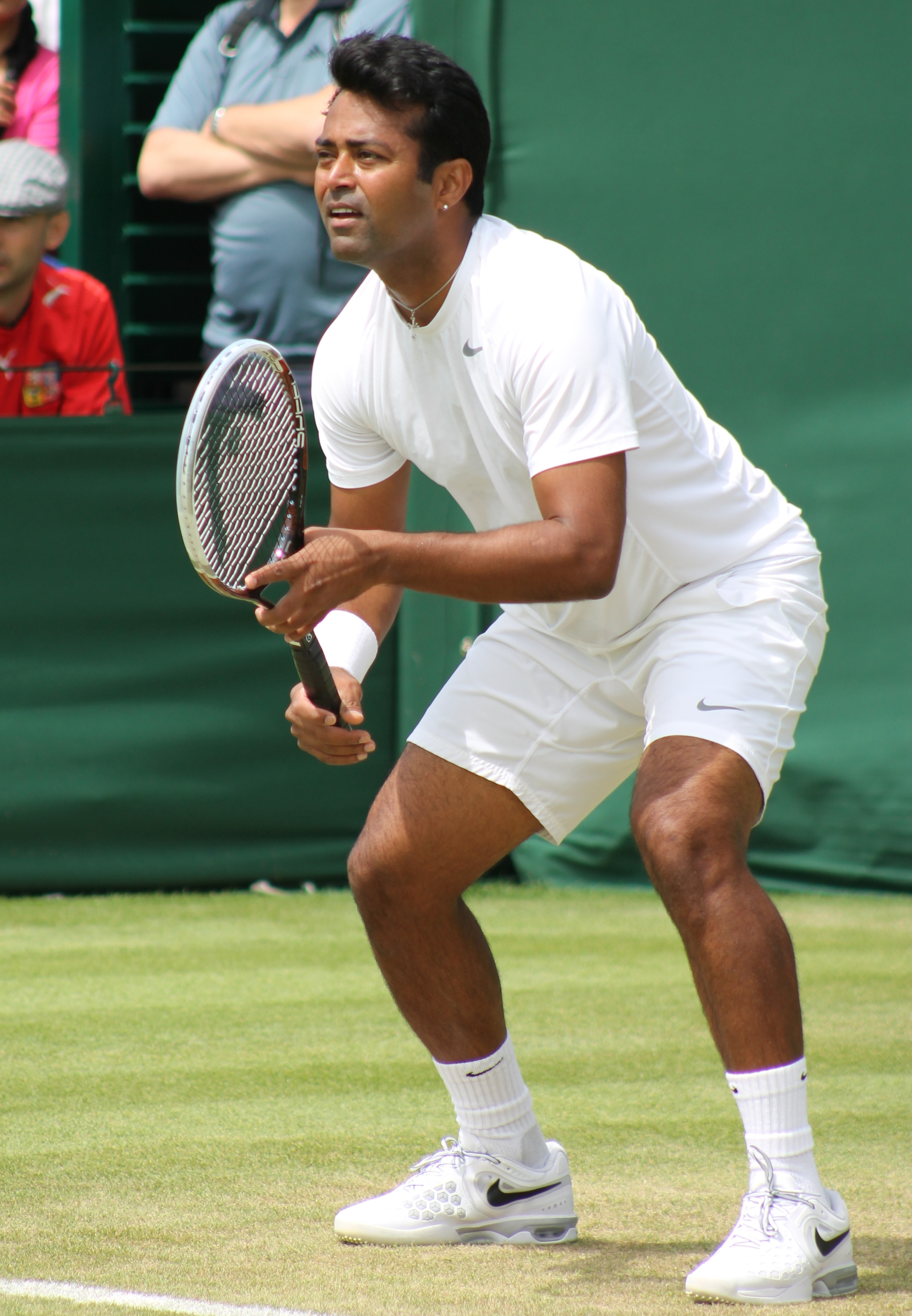
Leander Paes, mistrz French Open 2016

Lista meczów finałowych French Open w grze mieszanej.
Do 1923 roku Tenisowe Mistrzostwa Francji były otwarte tylko dla reprezentantów Francji. Mistrzostwa Świata na Kortach Twardych (WHCC) rozgrywane corocznie na ceglanej mączce w Paryżu i raz w Brukseli (1922) rozpoczęły się w 1912 roku i były otwarte dla reprezentantów wszystkich krajów. W 1924 roku WHCC zostały zastąpione igrzyskami olimpijskimi. Począwszy od 1925 roku Tenisowe Mistrzostwa Francji były otwarte dla przedstawicieli innych państw.

## Mecze finałowe (1902–2024)
| Rok  | Mistrzowie                               | Finaliści                                  | Wynik                                 |
| 2024 | Laura Siegemund Édouard Roger-Vasselin   | Desirae Krawczyk Neal Skupski              | 6:4, 7:5                              |
| 2023 | Miyu Katō Tim Pütz                       | Bianca Andreescu Michael Venus             | 4:6, 6:4, 10–6                        |
| 2022 | Ena Shibahara Wesley Koolhof             | Ulrikke Eikeri Joran Vliegen               | 7:6(5), 6:2                           |
| 2021 | Desirae Krawczyk Joe Salisbury           | Jelena Wiesnina Asłan Karacew              | 2:6, 6:4, 10–5                        |
| 2020 | nie rozegrano turnieju par mieszanych    | nie rozegrano turnieju par mieszanych      | nie rozegrano turnieju par mieszanych |
| 2019 | Latisha Chan Ivan Dodig                  | Gabriela Dabrowski Mate Pavić              | 6:1, 7:6(5)                           |
| 2018 | Latisha Chan Ivan Dodig                  | Gabriela Dabrowski Mate Pavić              | 6:1, 6:7(5), 10–8                     |
| 2017 | Gabriela Dabrowski Rohan Bopanna         | Anna-Lena Grönefeld Robert Farah           | 2:6, 6:2, 12–10                       |
| 2016 | Martina Hingis Leander Paes              | Sania Mirza Ivan Dodig                     | 4:6, 6:4, 10–8                        |
| 2015 | Bethanie Mattek-Sands Mike Bryan         | Lucie Hradecká Marcin Matkowski            | 7:6(3), 6:1                           |
| 2014 | Anna-Lena Grönefeld Jean-Julien Rojer    | Julia Görges Nenad Zimonjić                | 4:6, 6:2, 10–7                        |
| 2013 | Lucie Hradecká František Čermák          | Kristina Mladenovic Daniel Nestor          | 1:6, 6:4, 10–6                        |
| 2012 | Sania Mirza Mahesh Bhupathi              | Klaudia Jans-Ignacik Santiago González     | 7:6(3), 6:1                           |
| 2011 | Casey Dellacqua Scott Lipsky             | Katarina Srebotnik Nenad Zimonjić          | 7:6(6), 4:6, 10–7                     |
| 2010 | Katarina Srebotnik Nenad Zimonjić        | Jarosława Szwiedowa Julian Knowle          | 4:6, 7:6(5), 11–9                     |
| 2009 | Liezel Huber Bob Bryan                   | Vania King Marcelo Melo                    | 5:7, 7:6(5), 10–7                     |
| 2008 | Wiktoryja Azaranka Bob Bryan             | Katarina Srebotnik Nenad Zimonjić          | 6:2, 7:6(4)                           |
| 2007 | Nathalie Dechy Andy Ram                  | Katarina Srebotnik Nenad Zimonjić          | 7:5, 6:3                              |
| 2006 | Katarina Srebotnik Nenad Zimonjić        | Jelena Lichowcewa Daniel Nestor            | 6:3, 6:4                              |
| 2005 | Daniela Hantuchová Fabrice Santoro       | Martina Navrátilová Leander Paes           | 3:6, 6:3, 6:2                         |
| 2004 | Tatiana Golovin Richard Gasquet          | Cara Black Wayne Black                     | 6:3, 6:4                              |
| 2003 | Lisa Raymond Mike Bryan                  | Jelena Lichowcewa Mahesh Bhupathi          | 6:3, 6:4                              |
| 2002 | Cara Black Wayne Black                   | Jelena Bowina Mark Knowles                 | 6:3, 6:3                              |
| 2001 | Virginia Ruano Pascual Tomás Carbonell   | Paola Suárez Jaime Oncins                  | 7:5, 6:3                              |
| 2000 | Mariaan de Swardt David Adams            | Rennae Stubbs Todd Woodbridge              | 6:3, 3:6, 6:3                         |
| 1999 | Katarina Srebotnik Piet Norval           | Łarysa Sawczenko-Neiland Rick Leach        | 6:3, 3:6, 6:3                         |
| 1998 | Venus Williams Justin Gimelstob          | Serena Williams Luis Lobo                  | 6:4, 6:4                              |
| 1997 | Rika Hiraki Mahesh Bhupathi              | Lisa Raymond Patrick Galbraith             | 6:4, 6:1                              |
| 1996 | Patricia Tarabini Javier Frana           | Nicole Arendt Luke Jensen                  | 6:2, 6:2                              |
| 1995 | Łarysa Sawczenko-Neiland Todd Woodbridge | Jill Hetherington John-Laffnie de Jager    | 7:6(8), 7:6(4)                        |
| 1994 | Kristie Boogert Menno Oosting            | Łarysa Sawczenko-Neiland Andriej Olchowski | 7:5, 3:6, 7:5                         |
| 1993 | Jewgienija Maniokowa Andriej Olchowski   | Elna Reinach Danie Visser                  | 6:2, 4:6, 6:4                         |
| 1992 | Arantxa Sánchez Vicario Mark Woodforde   | Lori McNeil Bryan Shelton                  | 6:2, 6:3                              |
| 1991 | Helena Suková Cyril Suk                  | Caroline Vis Paul Haarhuis                 | 3:6, 6:4, 6:1                         |
| 1990 | Arantxa Sánchez Vicario Jorge Lozano     | Nicole Provis Danie Visser                 | 7:6(5), 7:6(8)                        |
| 1989 | Manon Bollegraf Tom Nijssen              | Arantxa Sánchez Vicario Horacio de la Peña | 6:3, 6:7(3), 6:2                      |
| 1988 | Lori McNeil Jorge Lozano                 | Brenda Schultz Michiel Schapers            | 7:5, 6:2                              |
| 1987 | Pam Shriver Emilio Sánchez               | Lori McNeil Sherwood Stewart               | 6:3, 7:6(4)                           |
| 1986 | Kathy Jordan Ken Flach                   | Rosalyn Fairbank Mark Edmondson            | 3:6, 7:6(3), 6:3                      |
| 1985 | Martina Navrátilová Heinz Günthardt      | Paula Smith Francisco González             | 2:6, 6:3, 6:2                         |
| 1984 | Anne Smith Dick Stockton                 | Anne Minter Laurie Warder                  | 6:2, 6:4                              |
| 1983 | Barbara Jordan Eliot Teltscher           | Lesley Allen Charles Stode                 | 6:2, 6:3                              |
| 1982 | Wendy Turnbull John Lloyd                | Cláudia Monteiro Cássio Motta              | 6:2, 7:6                              |
| 1981 | Andrea Jaeger Jimmy Arias                | Betty Stöve Fred McNair                    | 7:6, 6:4                              |
| 1980 | Anne Smith Billy Martin                  | Renáta Tomanová Stanislav Birner           | 2:6, 6:4, 8:6                         |
| 1979 | Wendy Turnbull Bob Hewitt                | Virginia Ruzici Ion Țiriac                 | 6:3, 2:6, 6:3                         |
| 1978 | Renáta Tomanová Pavel Složil             | Virginia Ruzici Patrice Dominguez          | 7:6, krecz                            |
| 1977 | Mary Carillo John McEnroe                | Florența Mihai Iván Molina                 | 7:6, 6:3                              |
| 1976 | Ilana Kloss Kim Warwick                  | Delina Boshoff Colin Dowdeswell            | 5:7, 7:6, 6:2                         |
| 1975 | Fiorella Bonicelli Thomaz Koch           | Pam Teeguarden Jaime Fillol                | 6:4, 7:6                              |
| 1974 | Martina Navrátilová Iván Molina          | Rosie Reyes Marcello Lara                  | 6:3, 6:3                              |
| 1973 | Françoise Durr Jean-Claude Barclay       | Betty Stöve Patrice Dominguez              | 6:1, 6:4                              |
| 1972 | Evonne Goolagong Kim Warwick             | Françoise Durr Jean-Claude Barclay         | 6:2, 6:4                              |
| 1971 | Françoise Durr Jean-Claude Barclay       | Winnie Shaw Tomas Lejus                    | 6:2, 6:4                              |
| 1970 | Billie Jean King Bob Hewitt              | Françoise Durr Jean-Claude Barclay         | 3:6, 6:4, 6:2                         |
| 1969 | Margaret Smith Court Marty Riessen       | Françoise Durr Jean-Claude Barclay         | 6:3, 6:2                              |
| 1968 | Françoise Durr Jean-Claude Barclay       | Billie Jean King Owen Davidson             | 6:1, 6:4                              |
| 1967 | Billie Jean King Owen Davidson           | Ann Haydon-Jones Ion Țiriac                | 6:3, 6:1                              |
| 1966 | Annette Van Zyl Frew McMillan            | Ann Haydon-Jones Clark Graebner            | 1:6, 6:3, 6:2                         |
| 1965 | Margaret Smith Ken Fletcher              | Maria Bueno John Newcombe                  | 6:4, 6:4                              |
| 1964 | Margaret Smith Ken Fletcher              | Lesley Turner Fred Stolle                  | 6:3, 4:6, 8:6                         |
| 1963 | Margaret Smith Ken Fletcher              | Lesley Turner Fred Stolle                  | 6:1, 6:2                              |
| 1962 | Renee Schuurman Robert Howe              | Lesley Turner Fred Stolle                  | 3:6, 6:4, 6:4                         |
| 1961 | Darlene Hard Rod Laver                   | Věra Suková Jiří Javorský                  | 6:0, 2:6, 6:3                         |
| 1960 | Maria Bueno Robert Howe                  | Ann Haydon Roy Emerson                     | 1:6, 6:1, 6:2                         |
| 1959 | Yola Ramírez Billy Knight                | Renée Schuurman Rod Laver                  | 6:4, 6:4                              |
| 1958 | Shirley Bloomer Nicola Pietrangeli       | Lorraine Coghlan Robert Howe               | 8:6, 6:2                              |
| 1957 | Věra Pužejová Jiří Javorský              | Edda Buding Luis Ayala                     | 6:3, 6:4                              |
| 1956 | Thelma Coyne Long Luis Ayala             | Doris Hart Robert Howe                     | 4:6, 6:4, 6:1                         |
| 1955 | Darlene Hard Gordon Forbes               | Jenny Staley Luis Ayala                    | 5:7, 6:1, 6:2                         |
| 1954 | Maureen Connolly Lew Hoad                | Jacqueline Patorni Rex Hartwig             | 6:4, 6:3                              |
| 1953 | Doris Hart Vic Seixas                    | Maureen Connolly Mervyn Rose               | 4:6, 6:4, 6:0                         |
| 1952 | Doris Hart Frank Sedgman                 | Shirley Fry Eric Sturgess                  | 6:8, 6:3, 6:3                         |
| 1951 | Doris Hart Frank Sedgman                 | Thelma Coyne Long Mervyn Rose              | 7:5, 6:2                              |
| 1950 | Barbara Scofield Enrique Morea           | Patricia Canning Todd Bill Talbert         | walkower                              |
| 1949 | Sheila Piercey Summers Eric Sturgess     | Jean Quertier Gerry Oakley                 | 6:1, 6:1                              |
| 1948 | Patricia Canning Todd Jaroslav Drobný    | Doris Hart Frank Sedgman                   | 6:3, 3:6, 6:3                         |
| 1947 | Sheila Piercey Summers Eric Sturgess     | Jadwiga Jędrzejowska Christian Caralulis   | 6:0, 6:0                              |
| 1946 | Pauline Betz Budge Patty                 | Dorothy Bundy Tom Brown                    | 7:5, 9:7                              |
| 1945 | przerwa wojenna: II wojna światowa       | przerwa wojenna: II wojna światowa         | przerwa wojenna: II wojna światowa    |
| 1944 | przerwa wojenna: II wojna światowa       | przerwa wojenna: II wojna światowa         | przerwa wojenna: II wojna światowa    |
| 1943 | przerwa wojenna: II wojna światowa       | przerwa wojenna: II wojna światowa         | przerwa wojenna: II wojna światowa    |
| 1942 | przerwa wojenna: II wojna światowa       | przerwa wojenna: II wojna światowa         | przerwa wojenna: II wojna światowa    |
| 1941 | przerwa wojenna: II wojna światowa       | przerwa wojenna: II wojna światowa         | przerwa wojenna: II wojna światowa    |
| 1940 | przerwa wojenna: II wojna światowa       | przerwa wojenna: II wojna światowa         | przerwa wojenna: II wojna światowa    |
| 1939 | Sarah Palfrey Cooke Elwood Cooke         | Simone Mathieu Franjo Kukuljević           | 4:6, 6:1, 7:5                         |
| 1938 | Simone Mathieu Dragutin Mitić            | Nancye Wynne Bolton Christian Boussus      | 2:6, 6:3, 6:4                         |
| 1937 | Simone Mathieu Yvon Petra                | Marie Luise Horn Roland Journu             | 7:5, 7:5                              |
| 1936 | Billie Yorke Marcel Bernard              | Sylvie Jung Henrotin Martin Legeay         | 7:5, 6:8, 6:3                         |
| 1935 | Lolette Payot Marcel Bernard             | Sylvie Jung Henrotin Martin Legeay         | 4:6, 6:2, 6:4                         |
| 1934 | Colette Rosambert Jean Borotra           | Elizabeth Ryan Adrian Quist                | 6:2, 6:4                              |
| 1933 | Margaret Scriven Jack Crawford           | Betty Nuthall Fred Perry                   | 6:2, 6:3                              |
| 1932 | Betty Nuthall Fred Perry                 | Helen Wills Moody Sidney Wood              | 6:4, 6:2                              |
| 1931 | Betty Nuthall Pat Spence                 | Dorothy Shepherd-Barron Bunny Austin       | 6:3, 5:7, 6:3                         |
| 1930 | Cilly Aussem William Tilden              | Eileen Bennett Henri Cochet                | 6:4, 6:4                              |
| 1929 | Eileen Bennett Henri Cochet              | Helen Wills Moody Francis Hunter           | 6:3, 6:2                              |
| 1928 | Eileen Bennett Henri Cochet              | Helen Wills Moody Francis Hunter           | 3:6, 6:3, 6:3                         |
| 1927 | Marguerite Broquedis Jean Borotra        | Lilí Álvarez William Tilden                | 6:4, 2:6, 6:2                         |
| 1926 | Suzanne Lenglen Jacques Brugnon          | Suzanne LeBesnerais Jean Borotra           | 6:4, 6:3                              |
| 1925 | Suzanne Lenglen Jacques Brugnon          | Didi Vlasto Henri Cochet                   | 6:2, 6:2                              |
| 1924 | Marguerite Broquedis Jean Borotra        |                                            |                                       |
| 1923 | Suzanne Lenglen Jacques Brugnon          |                                            |                                       |
| 1922 | Suzanne Lenglen Jacques Brugnon          |                                            |                                       |
| 1921 | Suzanne Lenglen Jacques Brugnon          |                                            |                                       |
| 1920 | Suzanne Lenglen Max Décugis              |                                            |                                       |
| 1919 | przerwa wojenna: I wojna światowa        | przerwa wojenna: I wojna światowa          | przerwa wojenna: I wojna światowa     |
| 1918 | przerwa wojenna: I wojna światowa        | przerwa wojenna: I wojna światowa          | przerwa wojenna: I wojna światowa     |
| 1917 | przerwa wojenna: I wojna światowa        | przerwa wojenna: I wojna światowa          | przerwa wojenna: I wojna światowa     |
| 1916 | przerwa wojenna: I wojna światowa        | przerwa wojenna: I wojna światowa          | przerwa wojenna: I wojna światowa     |
| 1915 | przerwa wojenna: I wojna światowa        | przerwa wojenna: I wojna światowa          | przerwa wojenna: I wojna światowa     |
| 1914 | Suzanne Lenglen Max Décugis              |                                            |                                       |
| 1913 | Daisy Speranza William Laurentz          |                                            |                                       |
| 1912 | Daisy Speranza William Laurentz          |                                            |                                       |
| 1911 | Marguerite Broquedis André Gobert        |                                            |                                       |
| 1910 | M. Meny M. Meny                          |                                            |                                       |
| 1909 | Jeanne Matthey Max Décugis               |                                            |                                       |
| 1908 | Kate Gillou-Fenwick Max Décugis          |                                            |                                       |
| 1907 | A. Péan Robert Wallet                    |                                            |                                       |
| 1906 | Yvonne de Pfeffel Max Décugis            |                                            |                                       |
| 1905 | Yvonne de Pfeffel Max Décugis            |                                            |                                       |
| 1904 | Kate Gillou-Fenwick Max Décugis          |                                            |                                       |
| 1903 | Hélène Prévost R. Forbes                 |                                            |                                       |
| 1902 | Hélène Prévost R. Forbes                 |                                            |                                       |